# Araçari à bec maculé
Pteroglossus sanguineus
Espèce
Statut de conservation UICN

 LC  : Préoccupation mineure
L'Araçari à bec maculé  (Pteroglossus sanguineus) est une espèce d'oiseaux de la famille des Ramphastidae.

## Répartition
Cet oiseau vit dans le Tumbes-Chocó-Magdalena (du sud du Panama au nord-ouest du Pérou).